# 37-es villamos (Bécs)
A bécsi 37-es jelzésű villamos a város villamoshálózatának egy 5,0 km hosszú tagja. Összeköti az északi Döbling kerület egy részét a belvárossal, északi részén a D és a 38-as villamosvonalakkel párhuzamosan, és közöttük halad.
Déli végállomása a fontos átszállópont Schottentor, míg az északabbi Hohe Warte. Ez utóbbinak szó szerinti jelentése magas őrtorony, ám valójában ez egy utca neve.

## Útvonala
| → Hohe Warte | → Schottentor                                                                            |
| --- | ---------------------------------------------------------------------------------------- |
| - Schottentor - Währinger Straße - Nußdorfer Straße - Döblinger Hauptstraße - Hohe Warte - Wollergasse - Steinfeldgasse - Geweygasse | - Geweygasse - Döblinger Hauptstraße - Nußdorfer Straße - Währinger Straße - Schottentor |

## Története
Ugyan a villamosviszonylat igen hosszú ideje üzemel, története elég rövid. A 37-es villamos első üzemnapja 1907  április 16-án volt. Északi végállomása akár csak ma, Hohe Warte volt, viszont ekkor még nem létezett Schottentor közlekedési csomópont, helyette délen Schottengasse volt a célállomás, bár maga az útvonal a maihoz nagyban hasonlított. Első útvonalmódosítása 1924-ben volt, amikor is a déli végállomás átköltözött Schottengassétól a szomszédos Schottenringhez.
1928-ban változást jelentett még a környék közlekedésében a földalatti hálózaton át közlekedő G2 viszonylat.
Bár 1928-tól kevésbé tartós útvonalmódosítások akadtak, ez csak a déli végállomásnál mutatkozott meg, ugyanis Schottenring mellett rövidebb ideig  Währinger Gürtel, valamit a Börseplatz is üzemelt végállomásként.
Útvonalának véglegesítése a G2 viszonylat 1980-as megszűntétekkor jelentkezett, ekkor a déli végállomás átkerült Schottentor alsó szintjéhez. Újabb útvonalmódosítás 1980 óta nem történt.

## Járművek
Az L + l összeállítású szerelvényeket 1986-ban lecserélték a modernebb F típusra. Az igazi változást azonban 1989 jelentette, akikor a szóló járműveket felváltották a csuklós E1-esekkel, majd az ezredforduló után már E2-esek is megfordultak a 37-esen. Az első alacsony padlós, ULF villamos 2008 május 10-én került a viszonylatra, és fokozatosan szorították ki a régi magas padlós járműveket. A teljes ULF-re való átállás a 42-es és 62-es vonalakkal egyszerre történt meg, az utolsó E1-es 2015 november 23-án közlekedett a vonalon, azóta csak ULF A és ULF A1  járművek közlekednek itt.

## Megállóhelyei
| 37 (Schottentor ◄► Hohe Warte) | 37 (Schottentor ◄► Hohe Warte)         | 37 (Schottentor ◄► Hohe Warte) | 37 (Schottentor ◄► Hohe Warte)               | 37 (Schottentor ◄► Hohe Warte) |
| Perc (↓)                       | Megállóhely                            | Perc (↑)                       | Átszállási kapcsolatok                       | Fontosabb létesítmények        |
| ------------------------------ | -------------------------------------- | ------------------------------ | -------------------------------------------- | ------------------------------ |
| 0                              | Schottentor végállomás                 | 18                             | U2 1, 38, 40, 41, 42, 43, 44, D, U2Z 1A, 40A | Schottentori Egyetem, Tőzsde   |
| 2                              | Schwarzspanierstraße                   | 16                             | 38, 40, 41, 42                               | Votivkirche                    |
| ∫                              | Sensengasse                            | 15                             | 38, 40, 41, 42                               |                                |
| 4                              | Spitalgasse                            | 14                             | 5, 33, 38, 40, 41, 42                        | AKH                            |
| 6                              | Nußdorfer Straße, Alserbachstraße      | 12                             | 5, 33, 38 40A                                | Liechtenstein-Park             |
| 7                              | Canisiusgasse                          | 10                             | 38                                           |                                |
| 9                              | Nußdorfer Straße                       | 9                              | U6 38 35A, 37A                               | Währinger Park                 |
| 11                             | Glatzgasse                             | 7                              | 38 35A, 37A                                  |                                |
| 12                             | Guneschgasse                           | 6                              |                                              |                                |
| 13                             | Döblinger Hauptstraße, Gatterburggasse | 5                              |                                              |                                |
| 14                             | Pokornygasse                           | 4                              |                                              |                                |
| 15                             | Barawitzkagasse, Hohe Warte            | 3                              | 10A, 39A                                     | Wertheimstein Park             |
| 16                             | Perntergasse                           | 1                              |                                              |                                |
| 18                             | Hohe Warte                             | ∫                              |                                              |                                |
| 20                             | Döblinger Bad                          | ∫                              |                                              | Heiligenstädter Park           |
| 21                             | Hohe Warte végállomás                  | 0                              |                                              |                                |

## Galéria

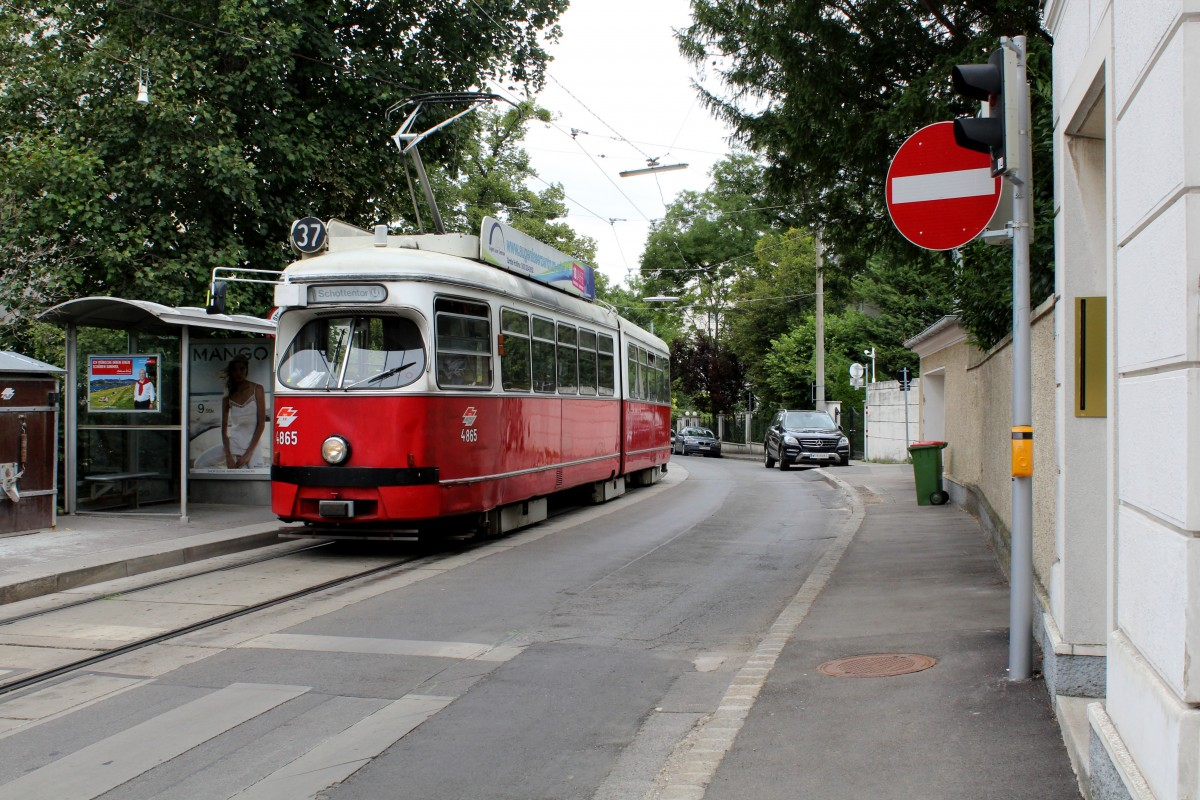
Az E1-es járművek 2015-ig közlekedtek itt
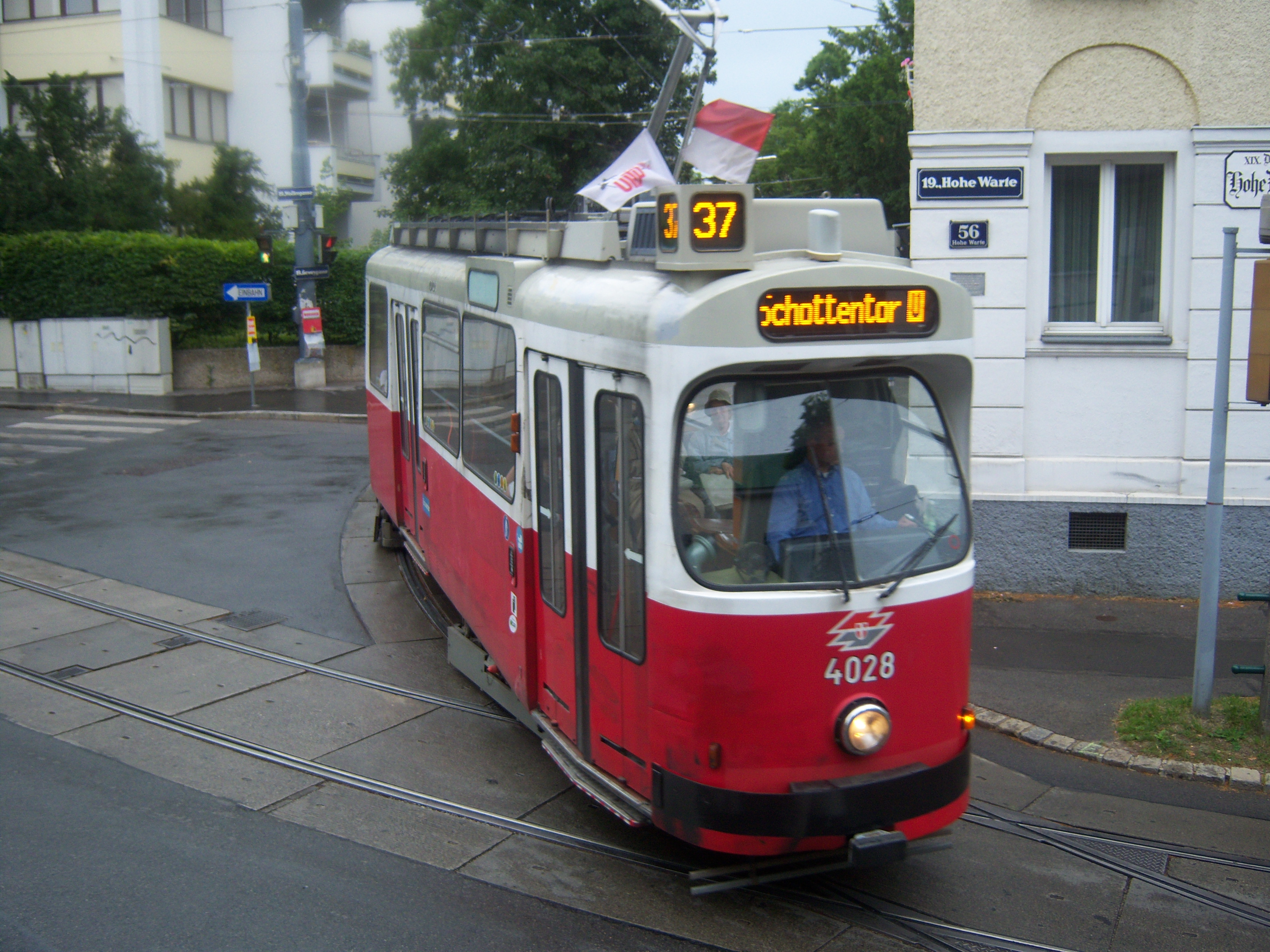
Egy E2-es hagyja el Hohe Warte végállomást
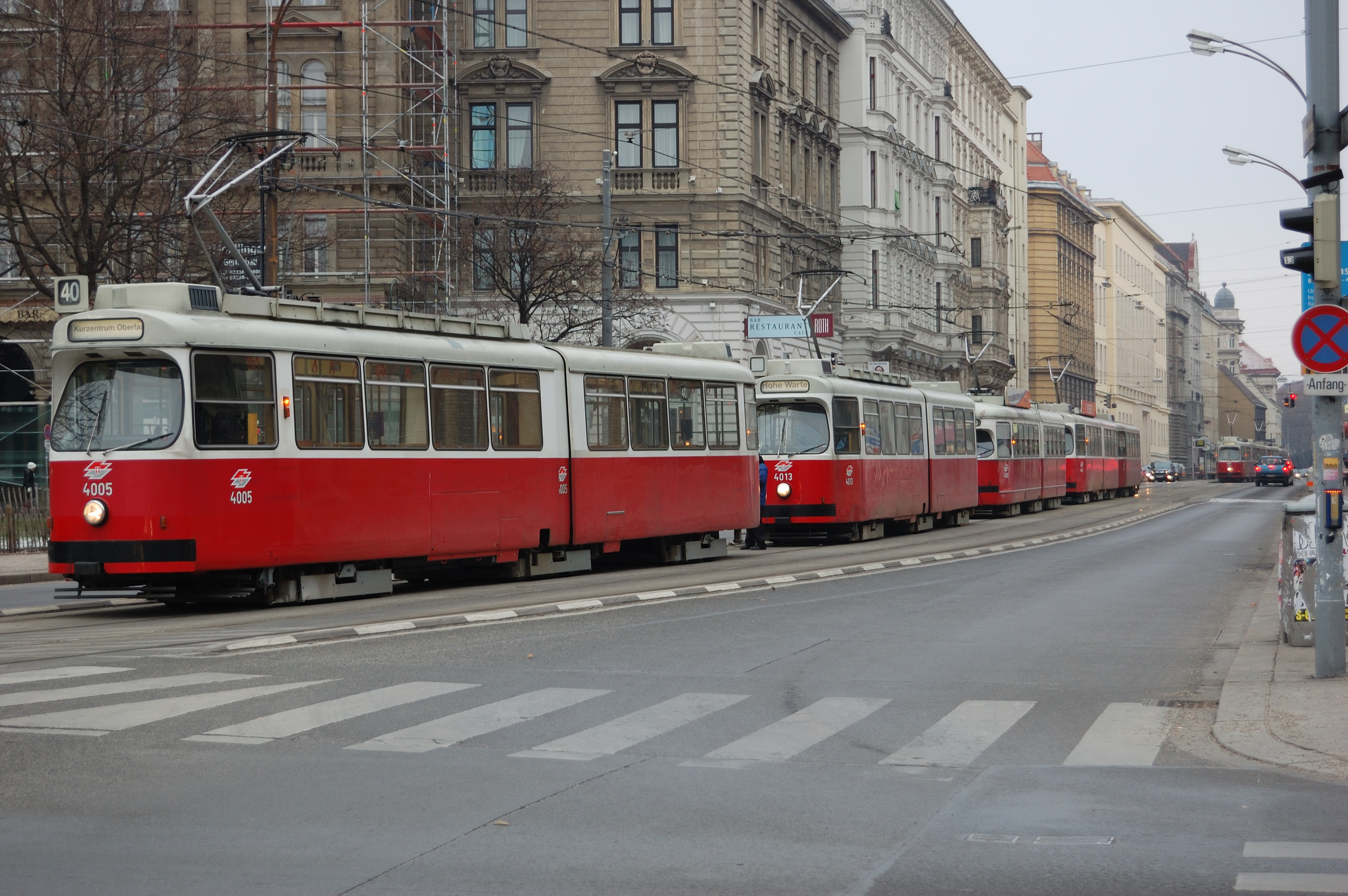
Villamosok a Währinger Straßen, kicsivel Schottentor előtt
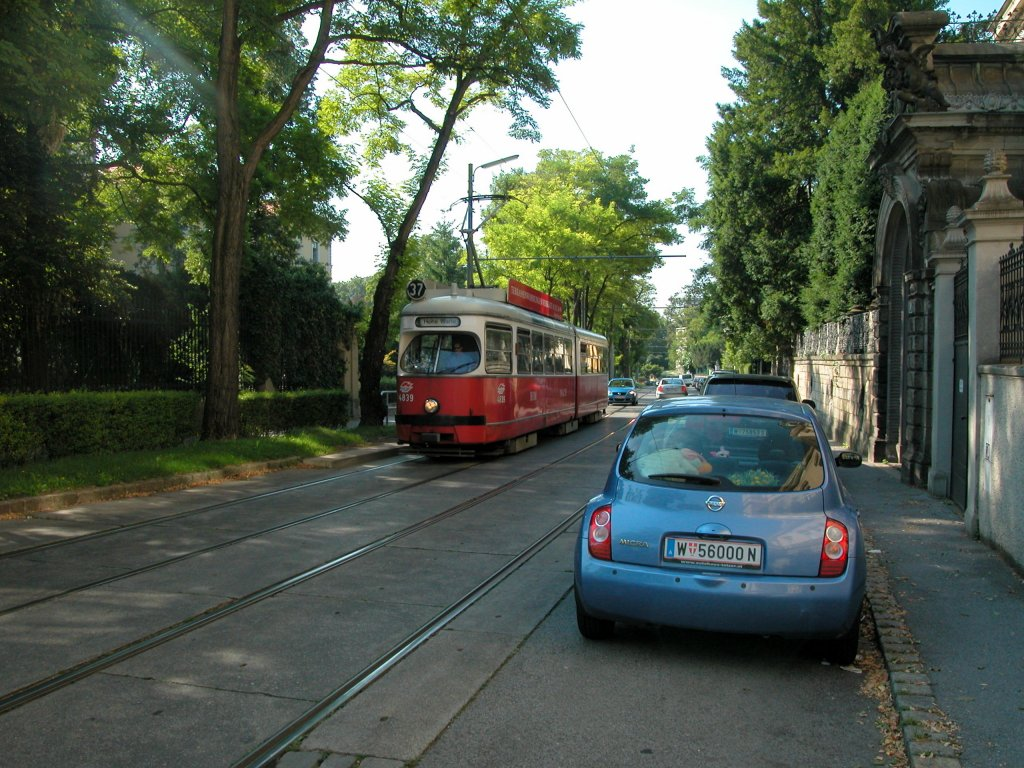
A viszonylat hangulatos úton halad Hohe Warte felé
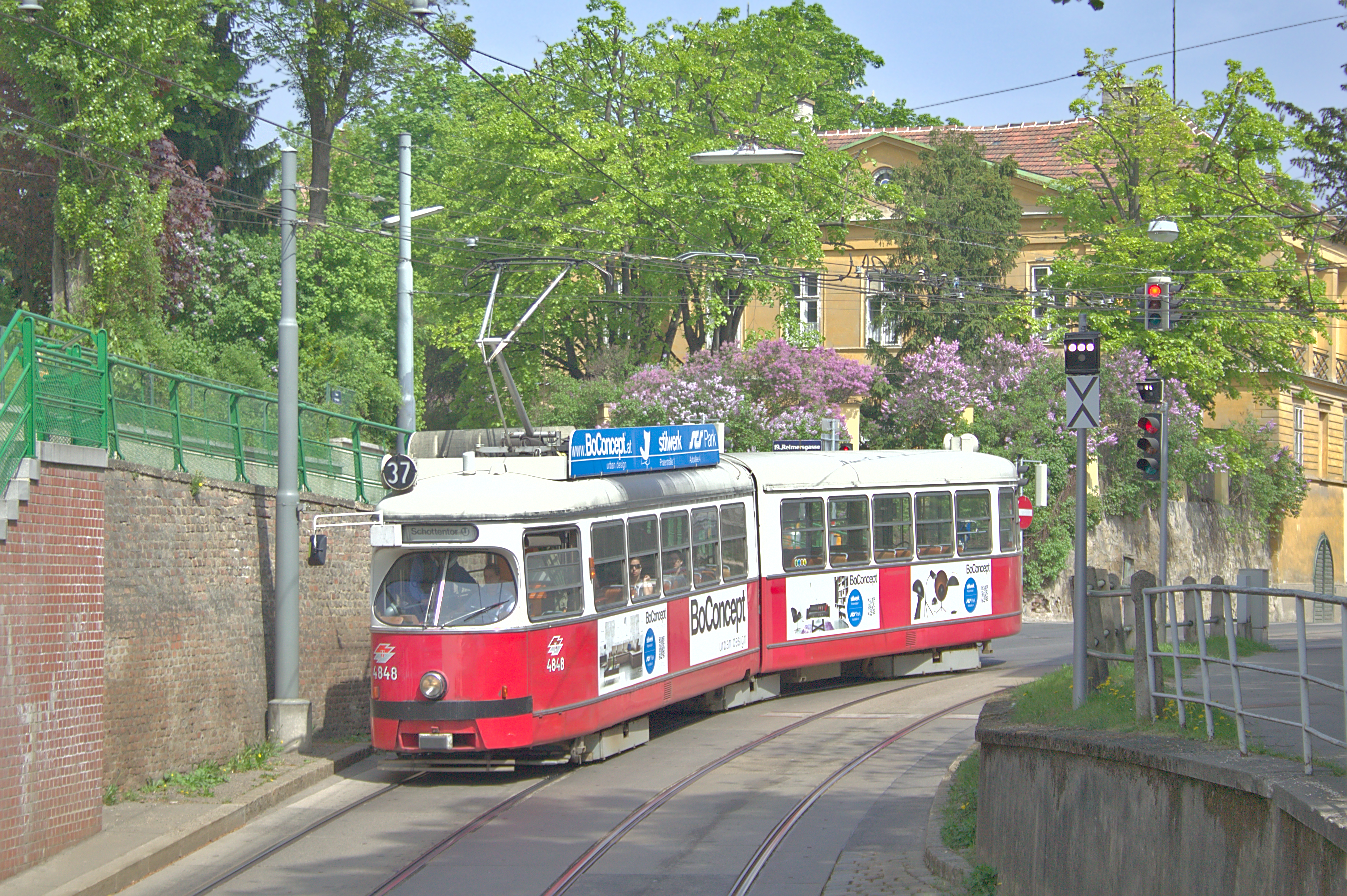
SGP E1 típus
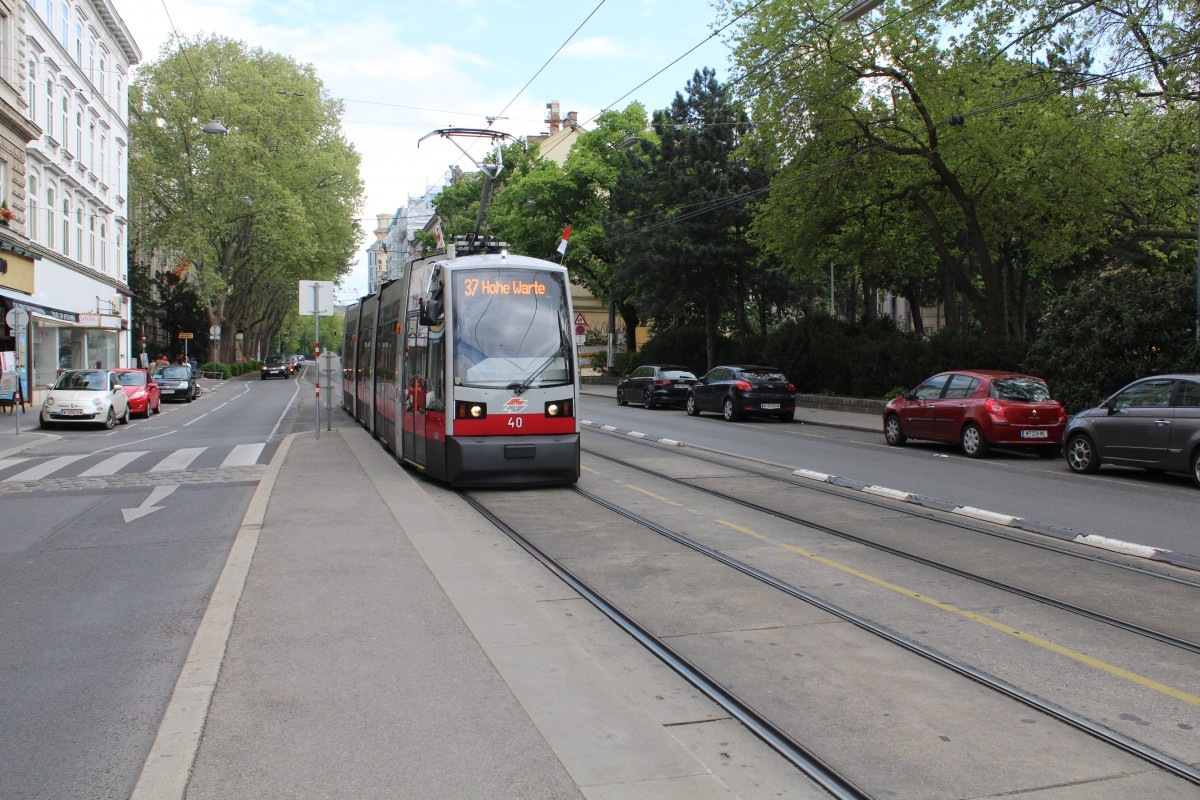
ULF a Spitalgasse megállóban